# 弗拉基米尔·谢米鲁尼
弗拉基米尔·谢尔盖耶维奇·谢米鲁尼（俄语：Владимир Сергеевич Семирунний，2002年12月11日—），俄罗斯、波兰男子速度滑冰运动员，2022年世界青年速度滑冰锦标赛男子5000米铜牌得主、2025年世界单程距离速度滑冰锦标赛男子10000米银牌得主和男子5000米铜牌得主。